# اینستیتیوت (ویرجینیای غربی)
اینستیتیوت (به انگلیسی: Institute) یک منطقهٔ مسکونی در ایالات متحده آمریکا است که در شهرستان کاناوا، ویرجینیای غربی واقع شده‌است. اینستیتیوت ۱۸۹٫۸۹ متر بالاتر از سطح دریا واقع شده‌است.